# Domingo Ventalló y Llobateras
Domingo Ventalló y Llobateras (Tarrasa, 1804-1878) fue un farmacéutico y escritor español.
Natural de Tarrasa, cursó la carrera de Farmacia hasta el doctorado. Se dedicó a los estudios de agricultura y escribió sobre ella varios trabajos. En 1869 publicó un folleto titulado «El perfeccionamiento político de las naciones y en particular de España». Escribió también la obra La ciencia y la fe.
Falleció en 1878.